# Abdelkader Taleb Oumar
 (mai 2023).
Si vous disposez d'ouvrages ou d'articles de référence ou si vous connaissez des sites web de qualité traitant du thème abordé ici, merci de compléter l'article en donnant les références utiles à sa vérifiabilité et en les liant à la section « Notes et références ».
Abdelkader Taleb Oumar est ambassadeur de la République arabe sahraouie démocratique en Algérie. Oumar est membre du Front Polisario et vit en exil à Tindouf (Algérie) depuis 1975.

## Biographie
Ancien dirigeant du Front Polisario, il vit dans les camps de réfugiés de Tindouf, en Algérie.
Il est gouverneur du camp d'Esmara, responsable des communautés de l'extérieur et des territoires occupés, ministre de l'Intérieur, ministre de l'Équipement et ministre de l'Information. En 1995, il est président du parlement, le Conseil national sahraoui.
Il est élu Premier ministre lors du XIe Congrès du Front Polisario tenu à Tifariti le 29 octobre 2003. Le 30 décembre 2011, il est nommé pour un nouveau mandat par le président de la RASD, Mohamed Abdelaziz. Il quitte ses fonctions début 2018 pour être remplacé par Mohamed Wali Akeik. Il devient ambassadeur du RASD en Algérie.
Il est un défenseur du Plan Baker des Nations unies pour l'indépendance de son pays. Début 2023, lors du 16e congrès ordinaire du Front Polisario, il affirme que «l’intensification de la lutte armée fait consensus au sein des délégués»,.